# Chrissie Hynde
Christine Ellen "Chrissie" Hynde, född 7 september 1951 i Akron, Ohio, är en amerikansk sångerska, gitarrist och låtskrivare, mest känd som frontfigur i rockgruppen The Pretenders.

## Biografi
Hynde flyttade till London 1973 och är sedan slutet av 1970-talet frontfigur i den brittiska rockgruppen The Pretenders. I bandet spelar hon gitarr och sjunger samt skriver merparten av låtarna. 2014 släppte hon sitt första soloalbum, Stockholm, producerat av Björn Yttling och namngivet efter inspelningsorten Stockholm. Den 31 oktober 2014 var hon gäst i programmet Skavlan och framförde en sång från albumet till akustisk gitarr.
Hon medverkade som skådespelare i andra säsongens sjätte avsnitt av tv-serien Vänner, och har gjort röster till de animerade filmerna Rugrats Go Wild och Happy Feet.
Hynde har även gjort sig känd som vegetarian och djurrättsaktivist och innehade 2007–2011 en medelhavsinspirerad vegansk restaurang i hemstaden Akron, Ohio, The VegiTerranean Restaurant.  Hon är medlem i PETA och har blivit arresterad i samband med djurrättsdemonstrationer.
Den 8 september 2015 utgav hon sin självbiografi Reckless.

## Privatliv
Chrissie Hynde har en dotter, Natalie, med Ray Davies från The Kinks. Hon var gift med Jim Kerr från Simple Minds (1984–1990). Tillsammans har de en dotter, Yasmin. Hon var även gift med Lucho Brieva (1997–2003).

## Galleri

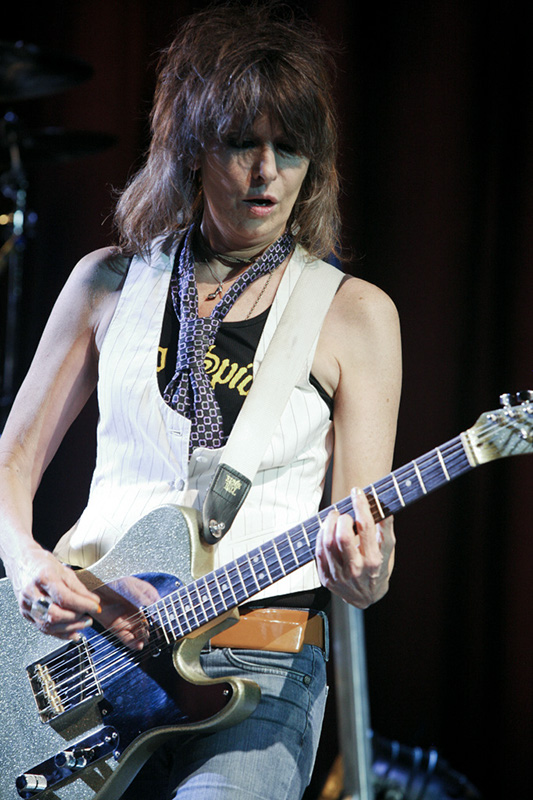
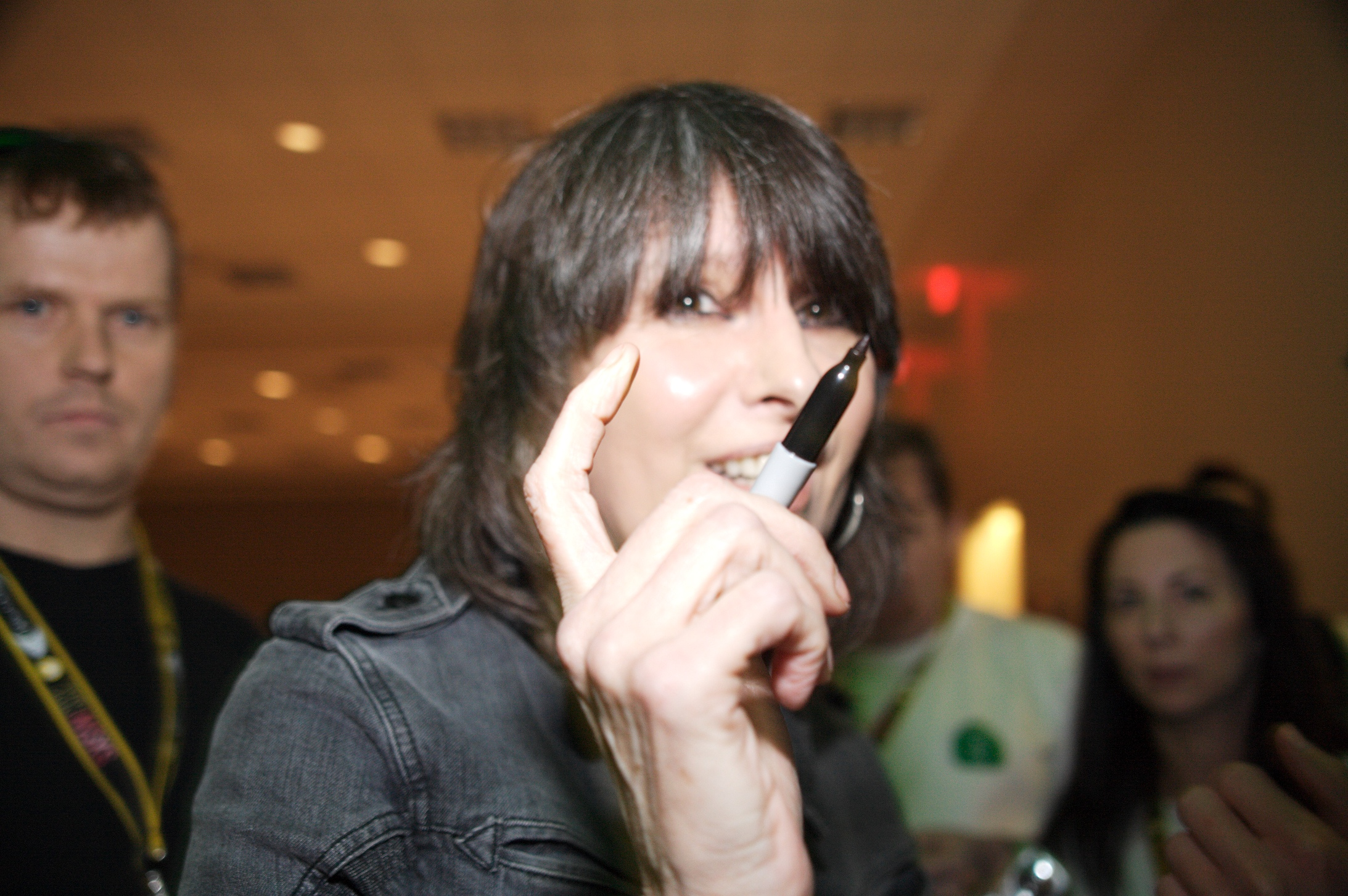
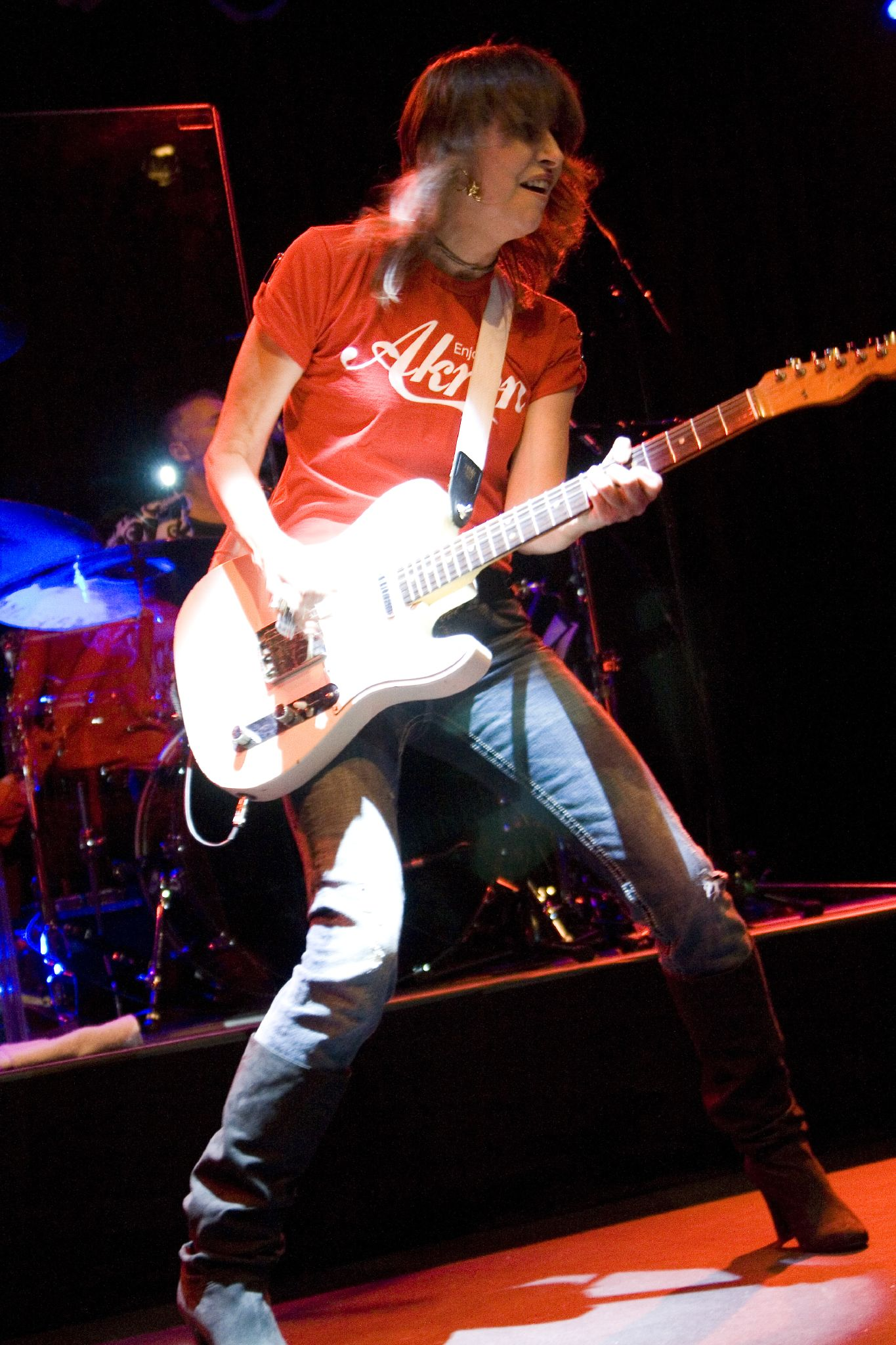
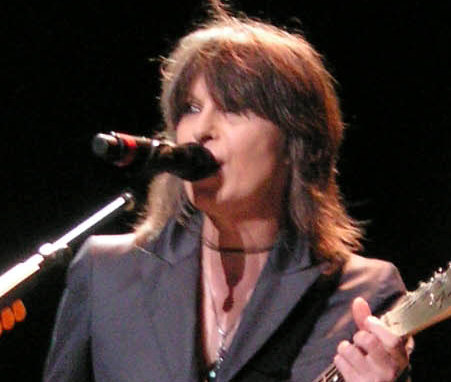

## Diskografi
Soloalbum
- Stockholm (2014)
- Valve Bone Woe (2019)
- Standing in the Doorway: Chrissie Hynde Sings Bob Dylan (2021)

JP, Chrissie and the Fairground Boys
- Fidelity! (2010)